# Municipio de Washington (condado de Erie)
El municipio de Washington (en inglés: Washington Township) es un municipio ubicado en el condado de Erie en el estado estadounidense de Pensilvania. En el año 2000 tenía una población de 4.526 habitantes y una densidad poblacional de 39 personas por km².

## Geografía
El municipio de Washington se encuentra ubicado en las coordenadas 41°52′00″N 80°09′59″O / 41.86667, -80.16639.

## Demografía
Según la Oficina del Censo en 2000 los ingresos medios por hogar en la localidad eran de $51,759 y los ingresos medios por familia eran de $57,318. Los hombres tenían unos ingresos medios de $41,268 frente a los $31,151 para las mujeres. La renta per cápita de la localidad era de $24,246. Alrededor del 2,8% de la población estaba por debajo del umbral de pobreza.